# Peder
Peder är ett mansnamn, en nordisk variant av namnet Petrus och en variant av namnet Per. Namnet härstammar från grekiskans petros, som betyder sten eller klippa. Det fanns (31 december 2010) 6080 personer med förnamnet Peder i Sverige, varav 2994 med namnet som tilltalsnamn.
I Norge har Peder namnsdag 1 augusti. Peder fanns med i den svenska almanackan mellan 1986 och 1992, och delade då namnsdag med Per och Pernilla den 1 augusti. 
Namnet Peder har burits av flera danska biskopar, se Biskop Peder.

## Personer med namnet Peder
- Peder Ernerot (Pedda Pedd) – tidigare medlem i gruppen Just D
- Peder Falk – svensk skådespelare och uppfinnare
- Peder Fredricson – ryttare i svenska hopplandslaget
- Peder Lamm – svensk antikexpert och TV-personlighet
- Peder Mannerberg – svensk bandyspelare
- Peder Severin Krøyer – dansk konstnär, tillhörde Skagenmålarna
- Peder Swart – biskop i Västerås, krönikeskrivare